# لاهیج
لاهیج (دیگر نام‌ها: لایزان، لاهیچ، لاگیچ، لُهوج) (ترکی آذربایجانی: Lahıc) روستایی است در شهرستان اسماعیللی در شمال غربی باکو در جمهوری آذربایجان. این روستا در دامنه‌های جنوبی قفقاز قرار دارد. جمعیت آن در حدود ۸۶۰ نفر است که از تات‌ها هستند و به زبان تاتی صحبت می‌کنند. لاهیج بخاطر صنایع دستی اصیل به ویژه مسگری از شهرت بالایی در جمهوری آذربایجان برخوردار است. قالیهای این روستا در آذربایجان و قفقاز جنوبی معروف است. لاهیج از سامانهٔ پساب کهنی برخوردار است که برخی کارشناسان مدعیند که به ۱۰۰۰ تا ۱۵۰۰ سال پیش برمیگردد. به علت بسامد بالای زمین‌لرزه‌ها در لاهیج، مردم محلی فن‌های قابل اطمینان و پیچیده‌ای را در سازه‌های خود بکار برده‌اند.

## مردم
مردم این روستا از نژاد تات ها هستند.
آنها به زبان تاتی و گویش تاتی قفقازی صحبت میکنند.
مردم تات در سال های دور از قفقاز تا خراسان شمالی را تشکیل می‌شدند ولی با گذر زمان زبان تاتی 
کمتر تکلم می‌شود.

## آگاهیها
لاهیج یکی از کهن‌ترین زیستگاههای بشر در جمهوری آذربایجان است. روستا در کرانه چپ رودخانه قیردیمان در دامنه‌های رشته کوه نیال قرار دارد .مردمان آن به زبان تاتی سخن می‌گویند.  زیستگاه لاهیج از لحاظ طرح‌بندی روستایی ِ نامعمول و سازه‌های شخصی و مذهبی، سامانه ترابری و مردم‌شناسی بیمانند است. بگونه‌ای که خیابانها و میدانهای سنگفرش و سامانهٔ پساب و لوله‌های آب توسعه یافته آن نشان میدهد، لاهیج نمونه‌ای موجود از یک شهرنشینی و معماری کهن است. «کورابندیس» (سامانه پساب) زیرزمینی آن که از سنگ رودخانه‌ای ساخته شده و به هزار سال پیش برمیگردد بنظر یکی از باستانی‌ترین سامانه‌های پساب در جهان است..
شهروندان لاهیج به خود لهیجن (لُهیجُن Lohijon) می‌گویند که از نام خود روستا در زبان محلی یعنی «لُهوج» (Lohuj. جمع: Lohijon.) گرفته شده‌است.

## نگارخانه

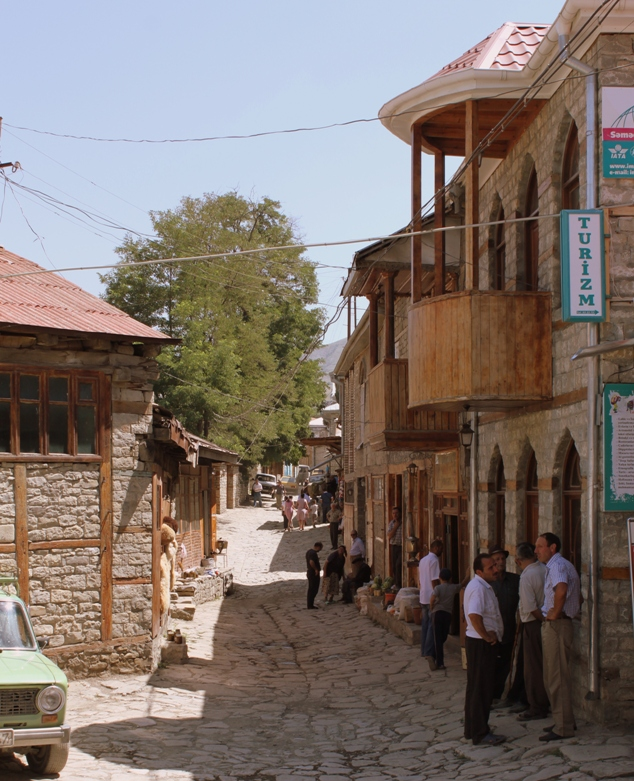
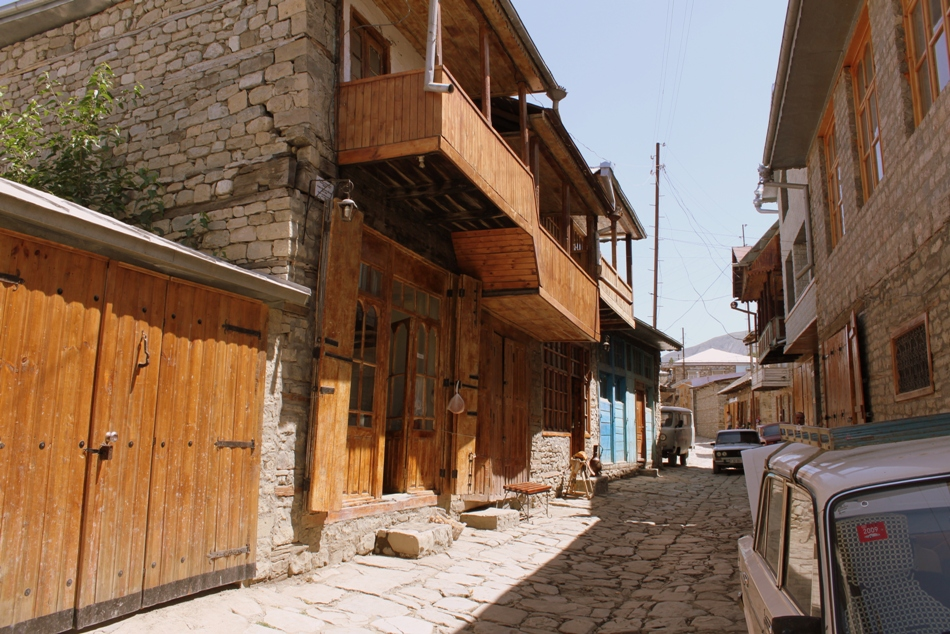
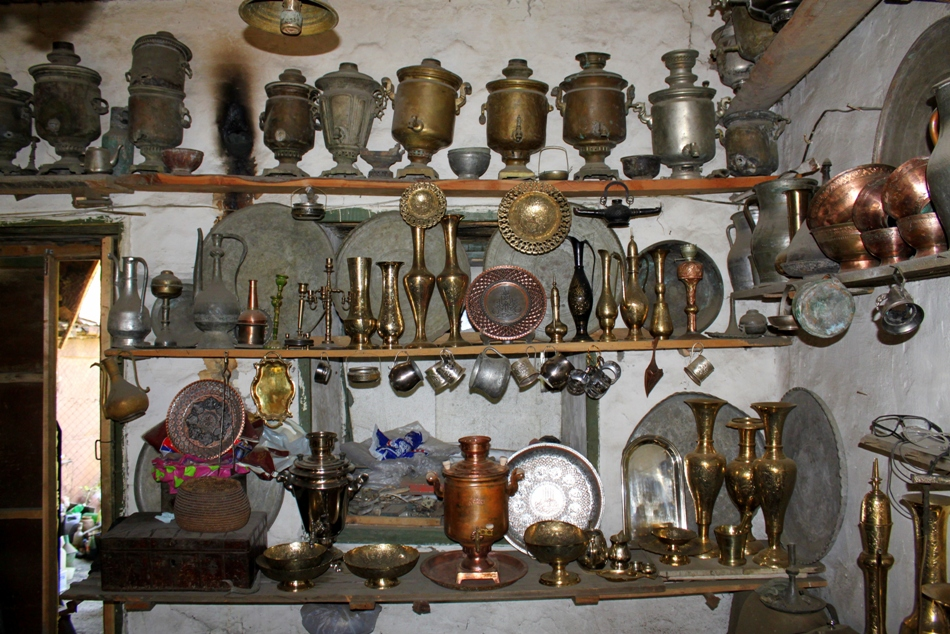
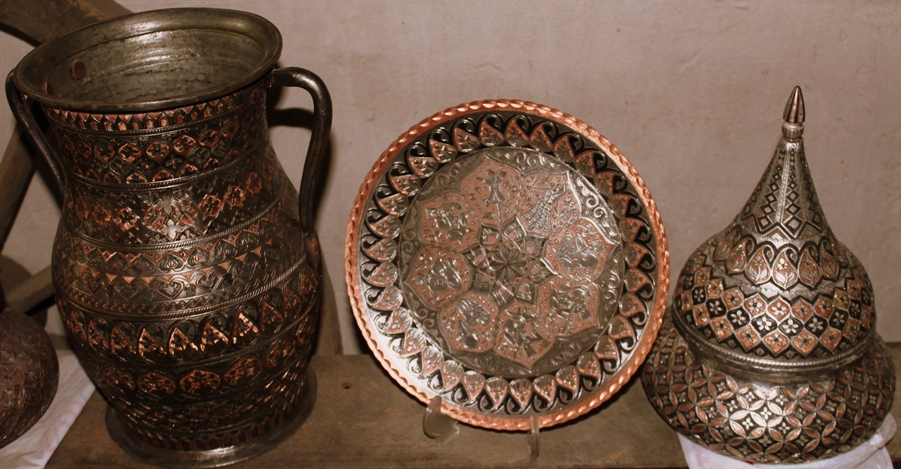
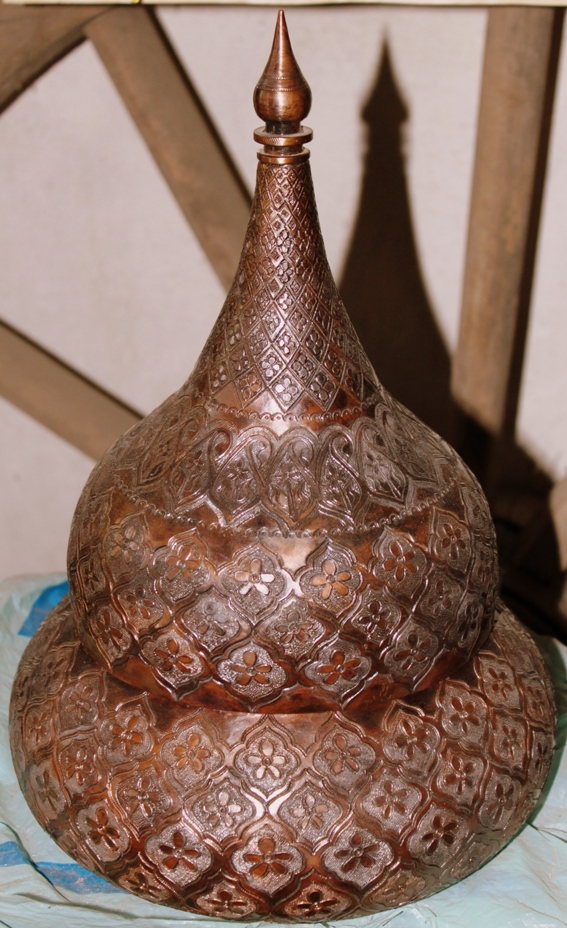
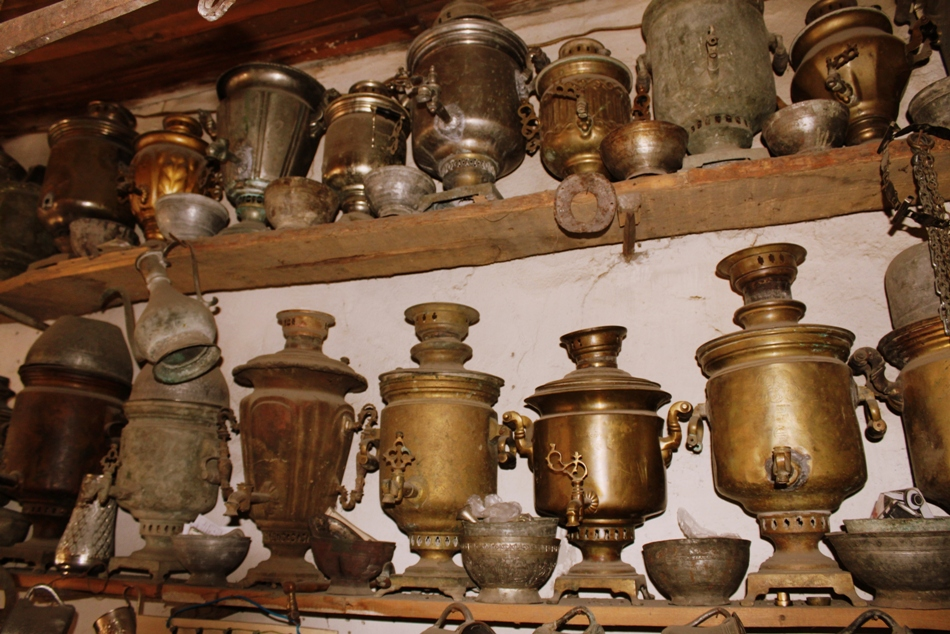
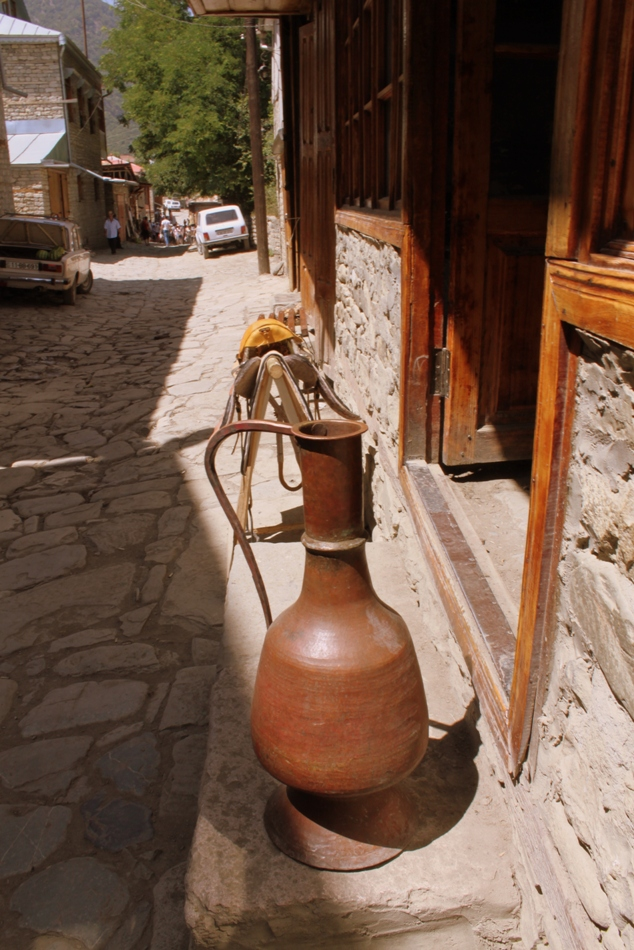
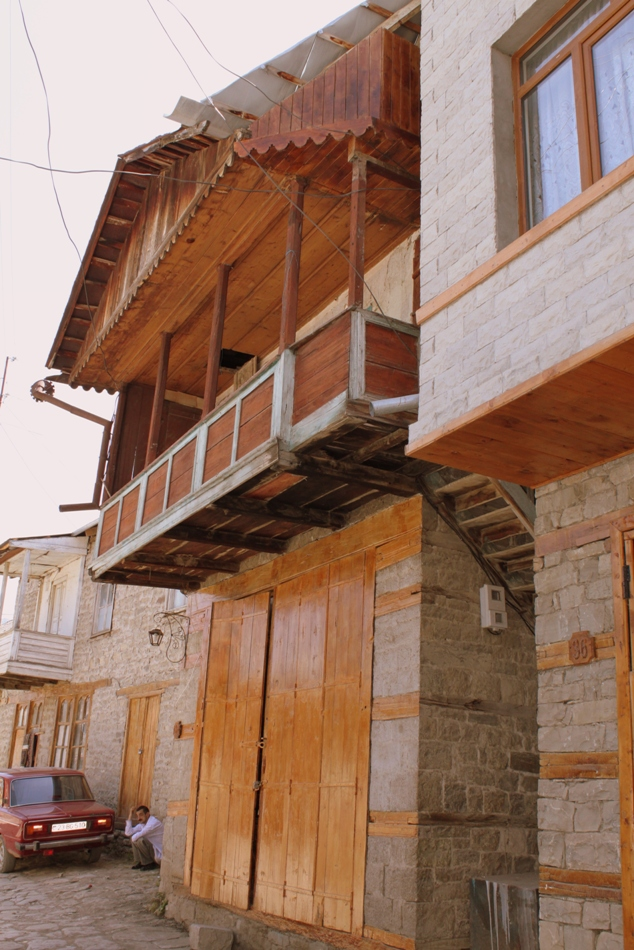
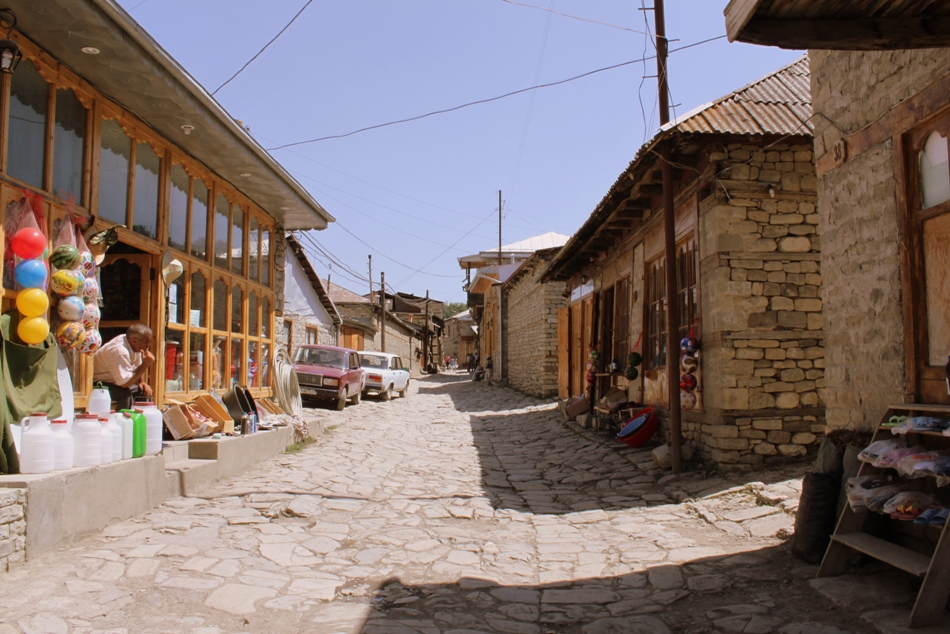
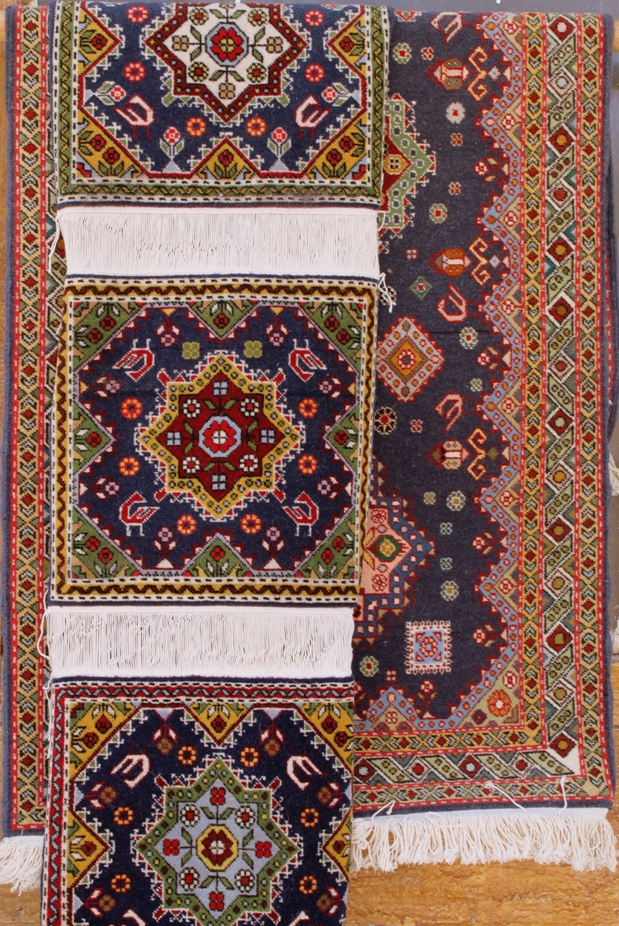
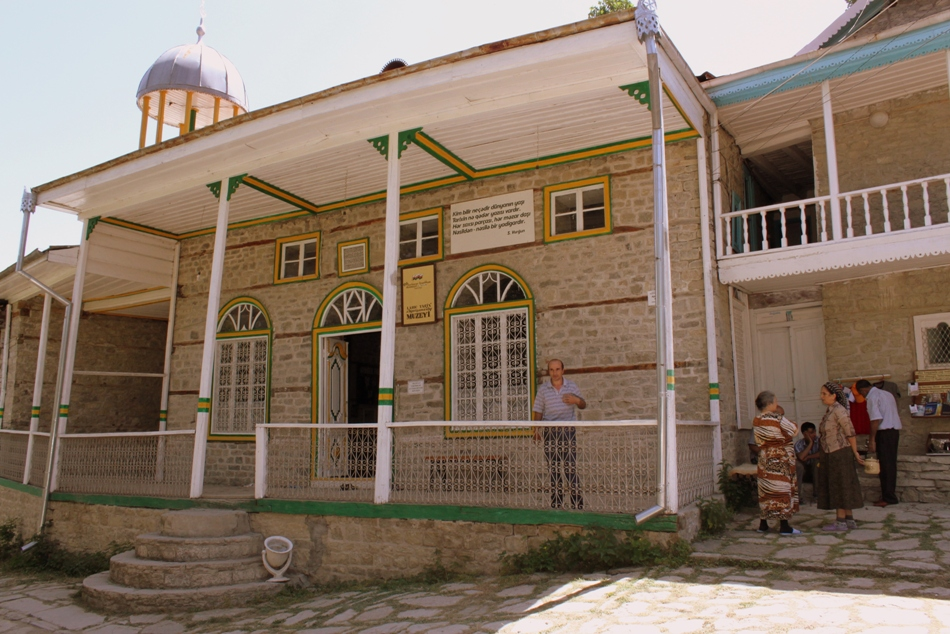
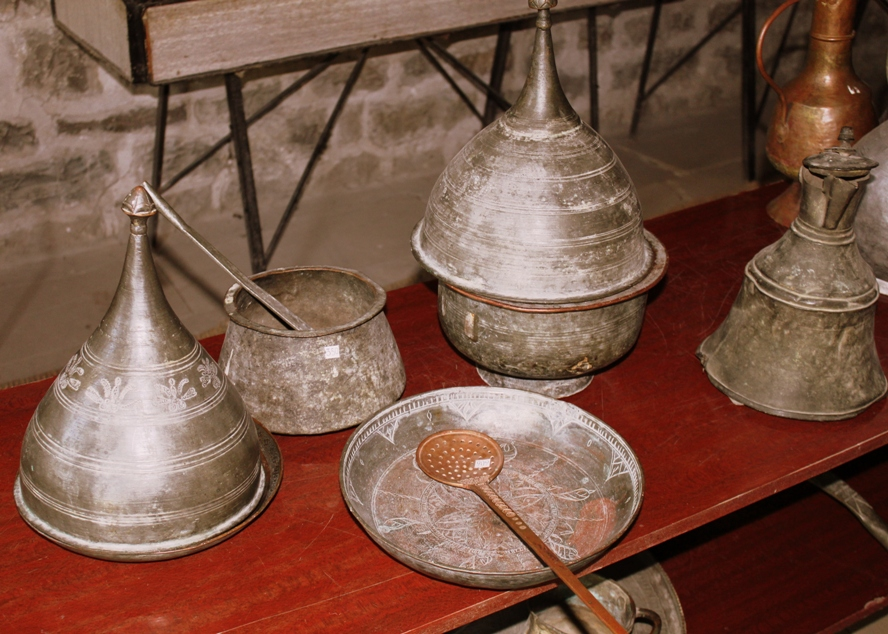
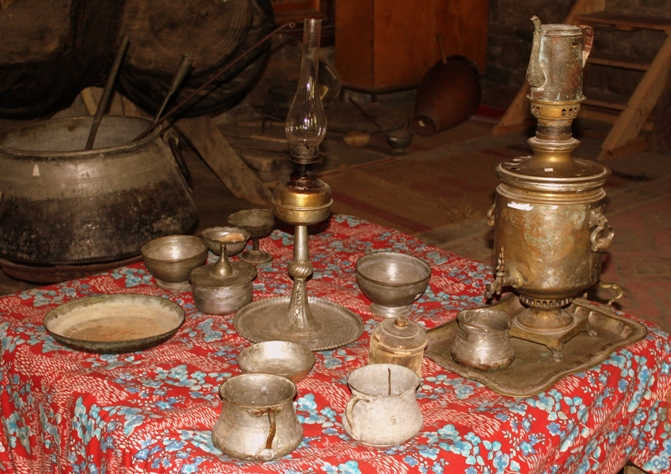
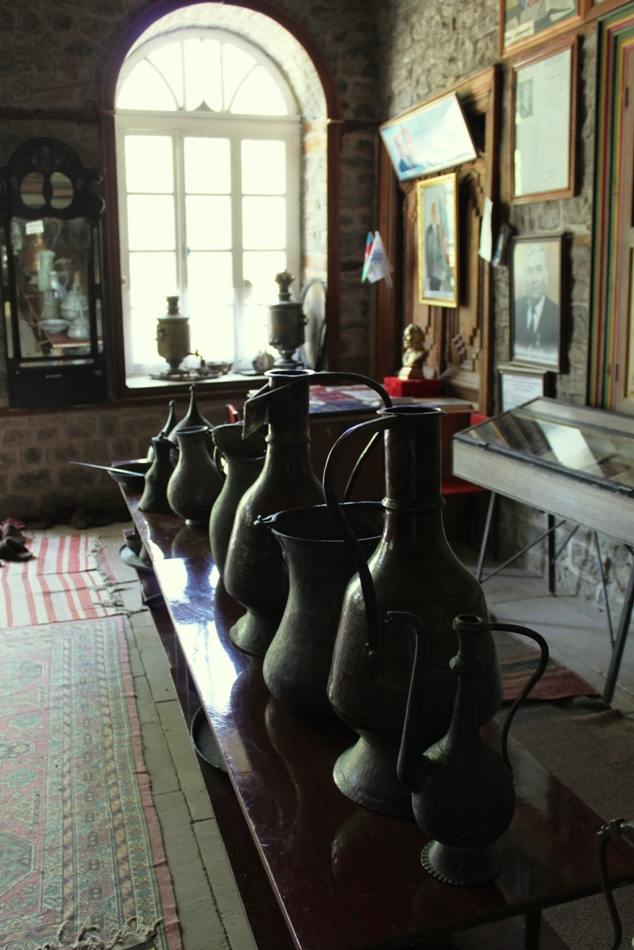
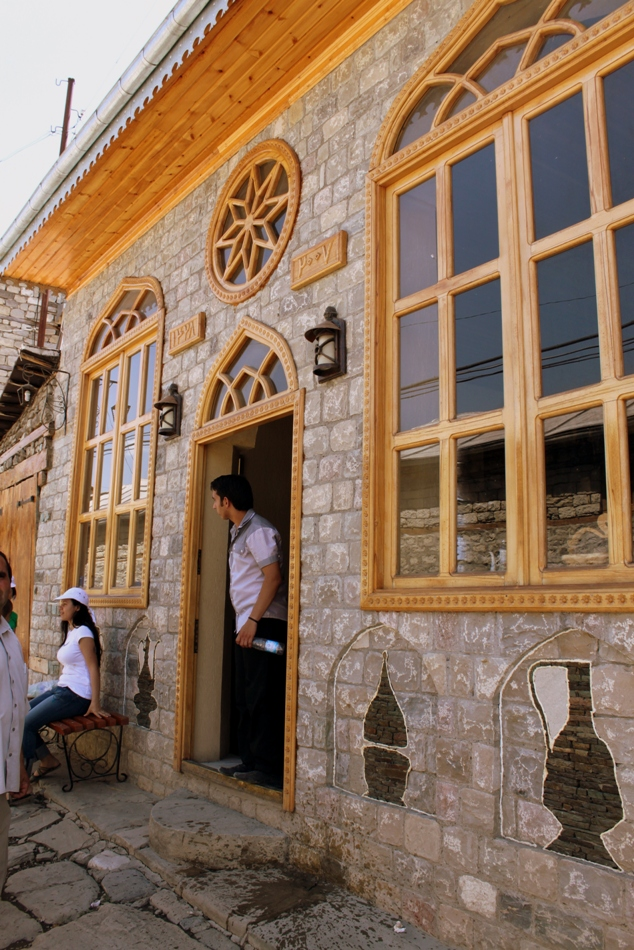
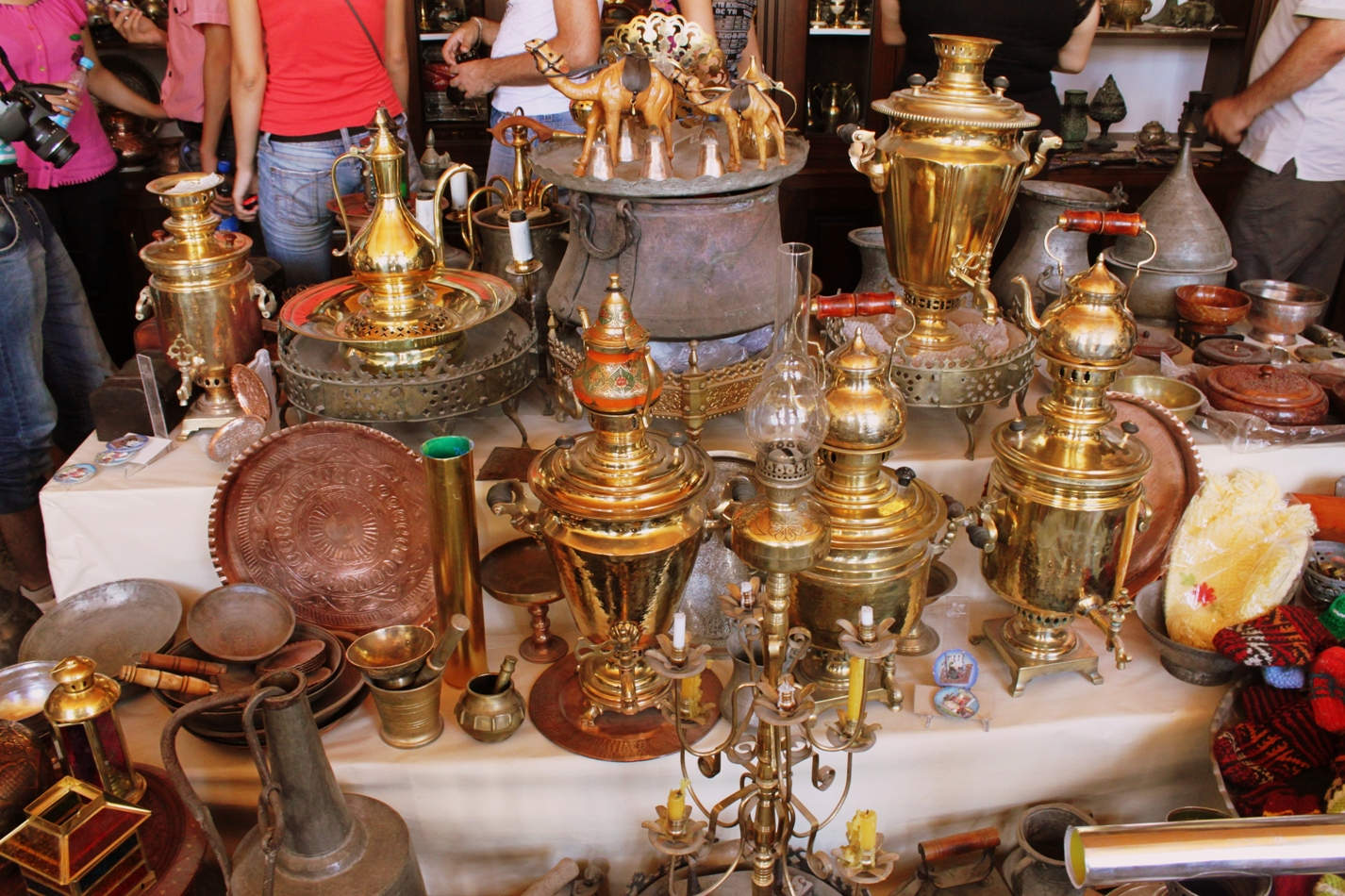
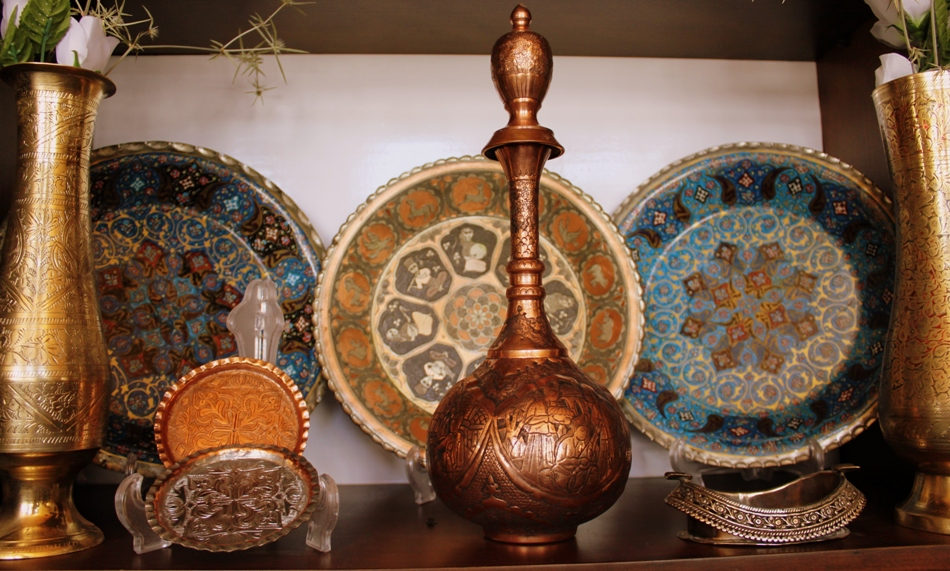
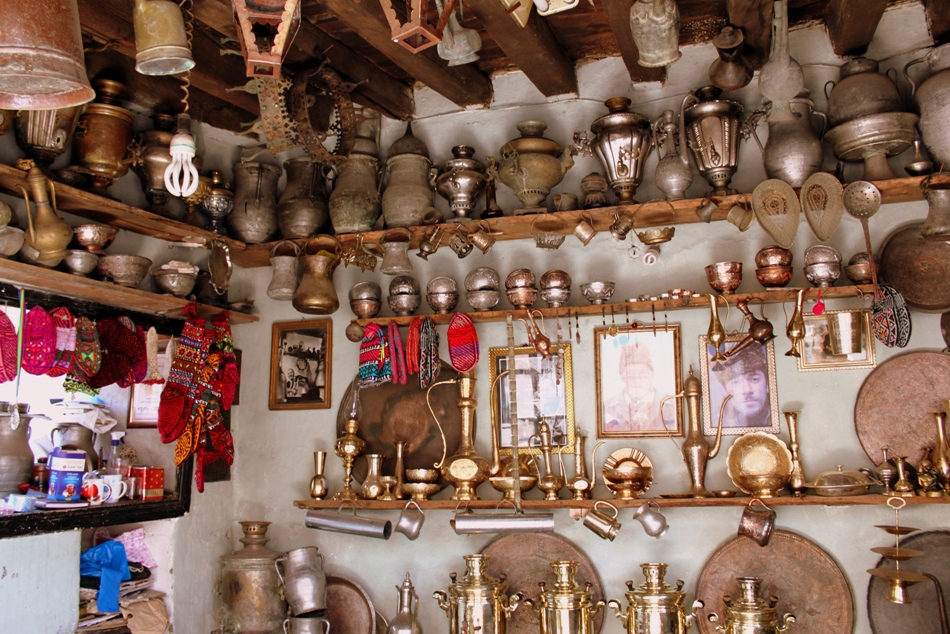
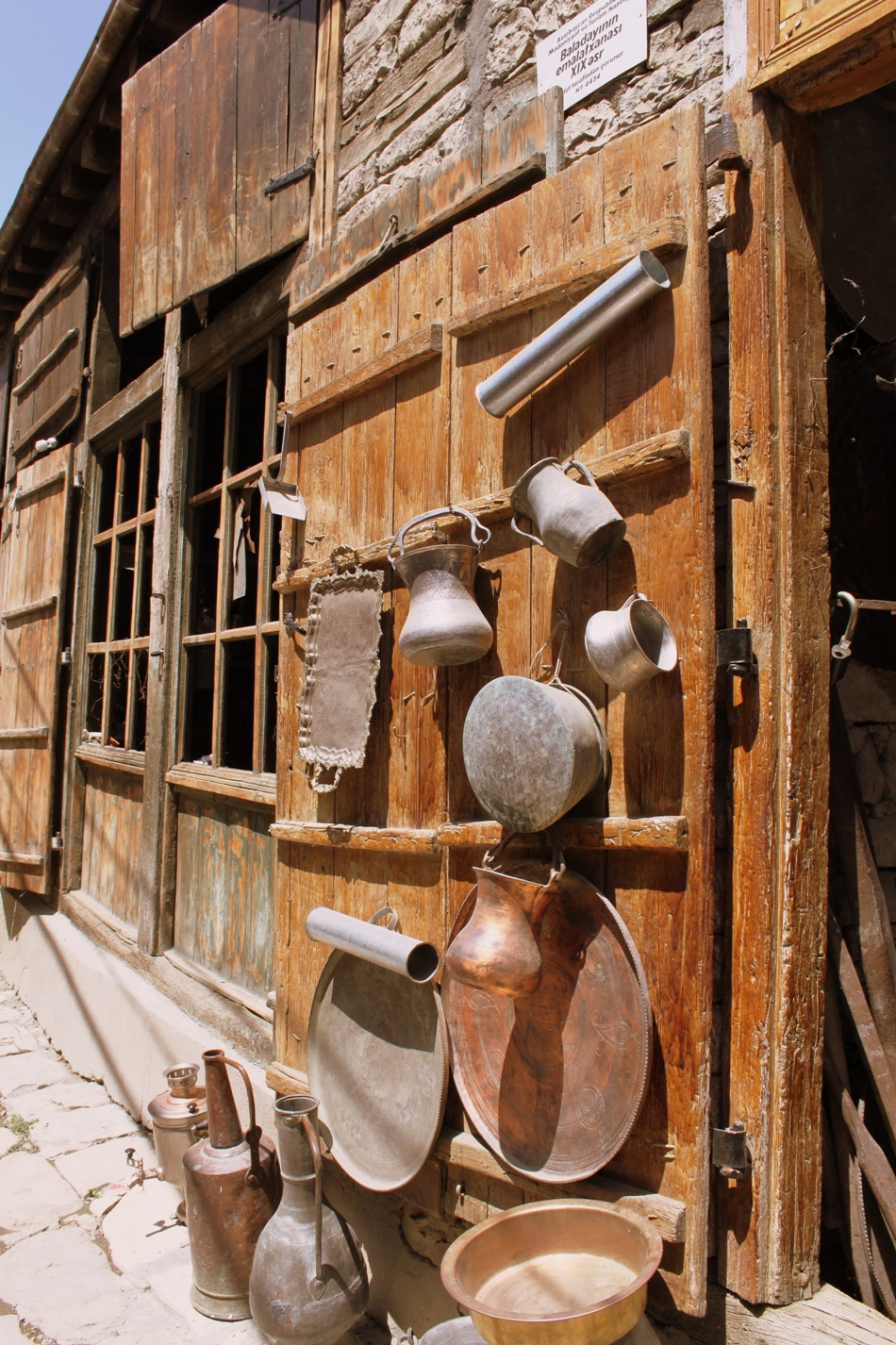
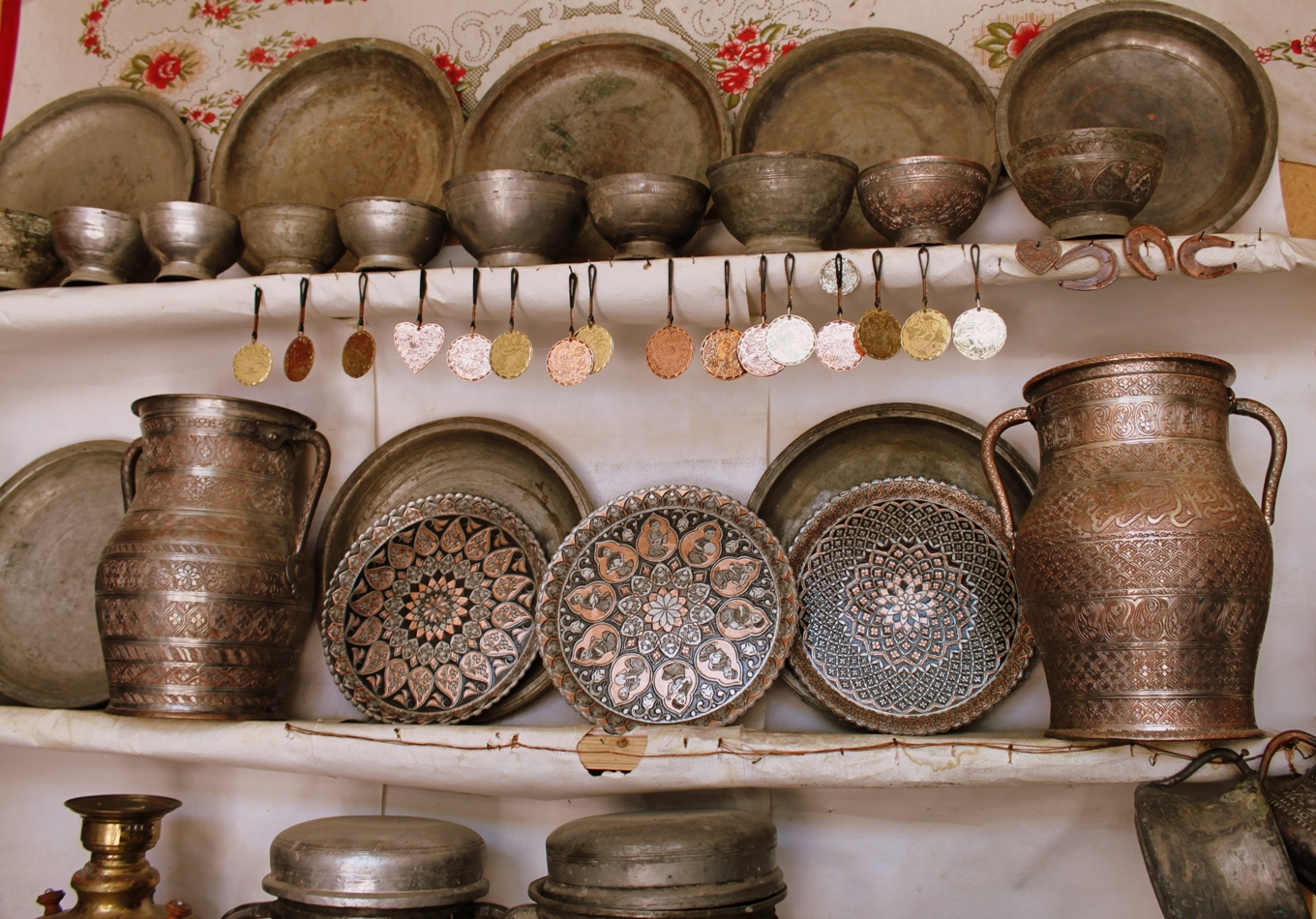
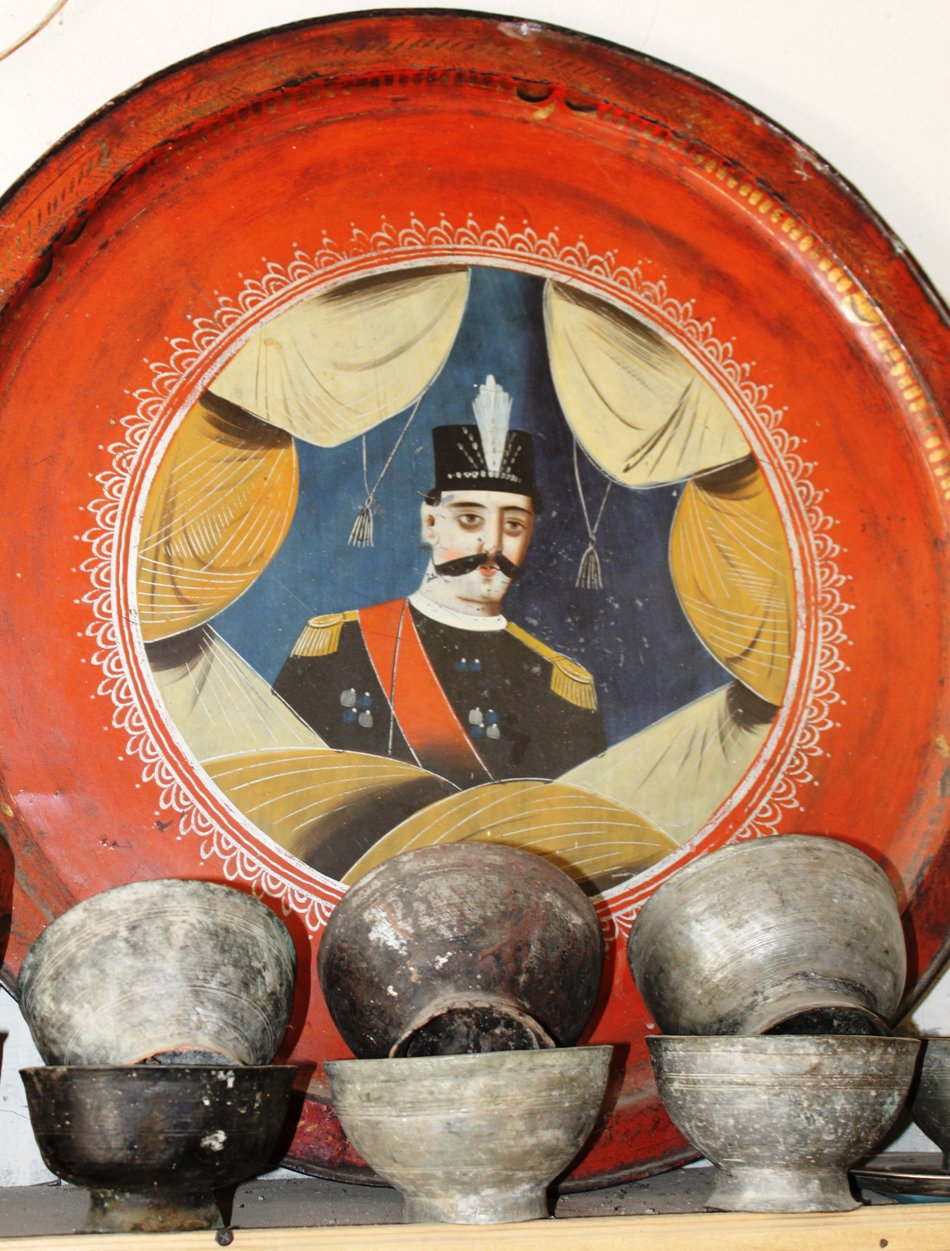
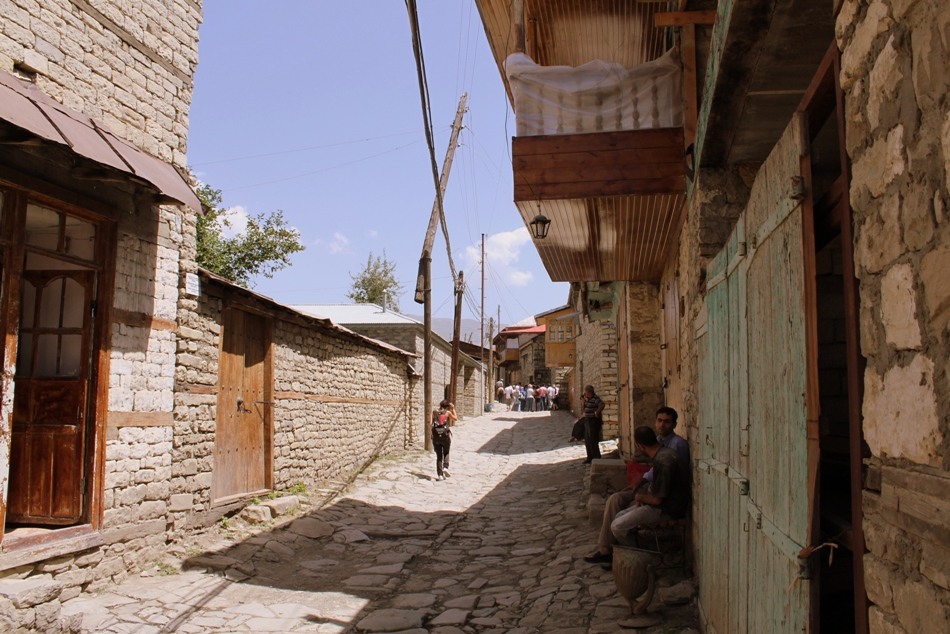
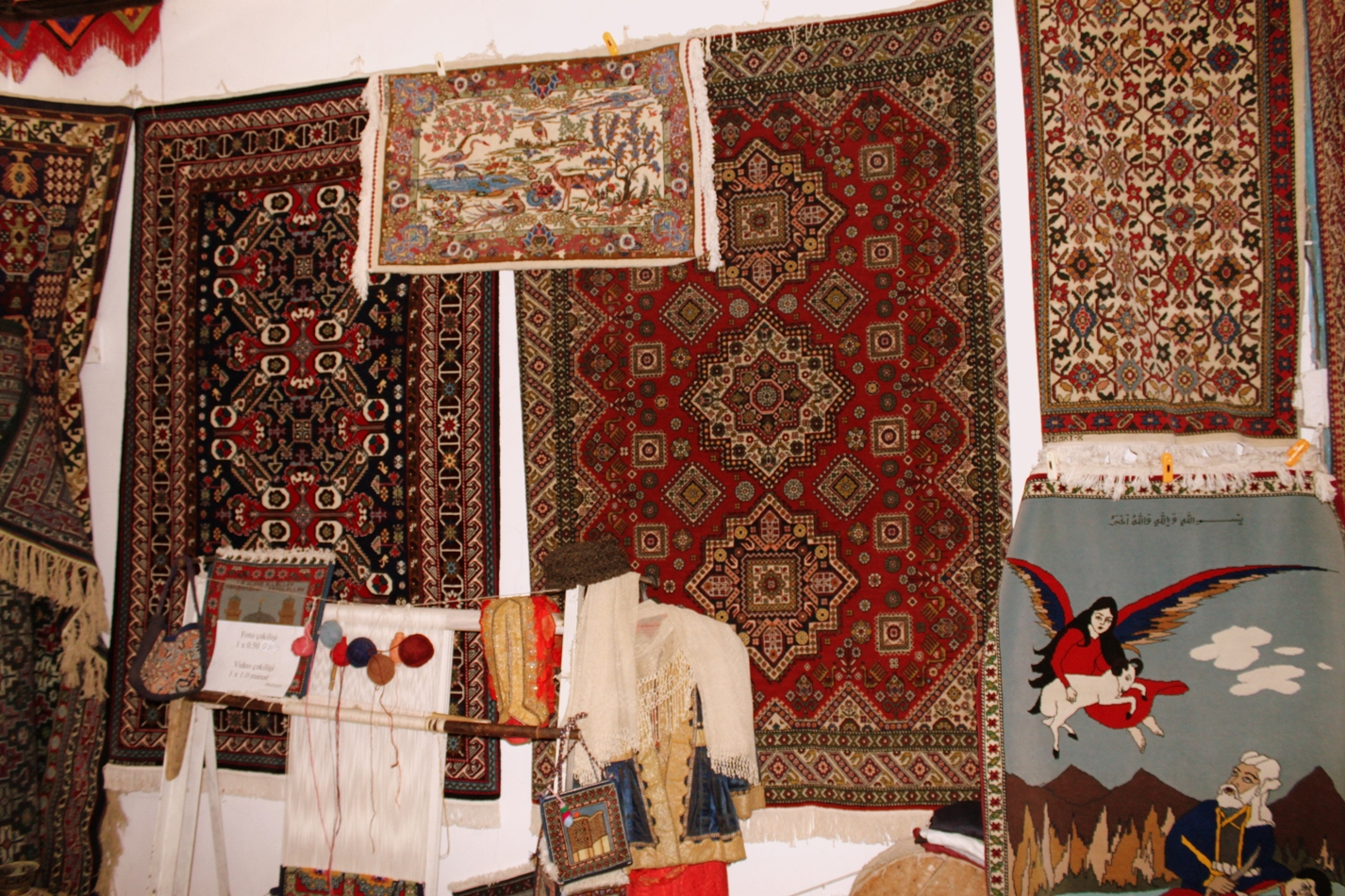
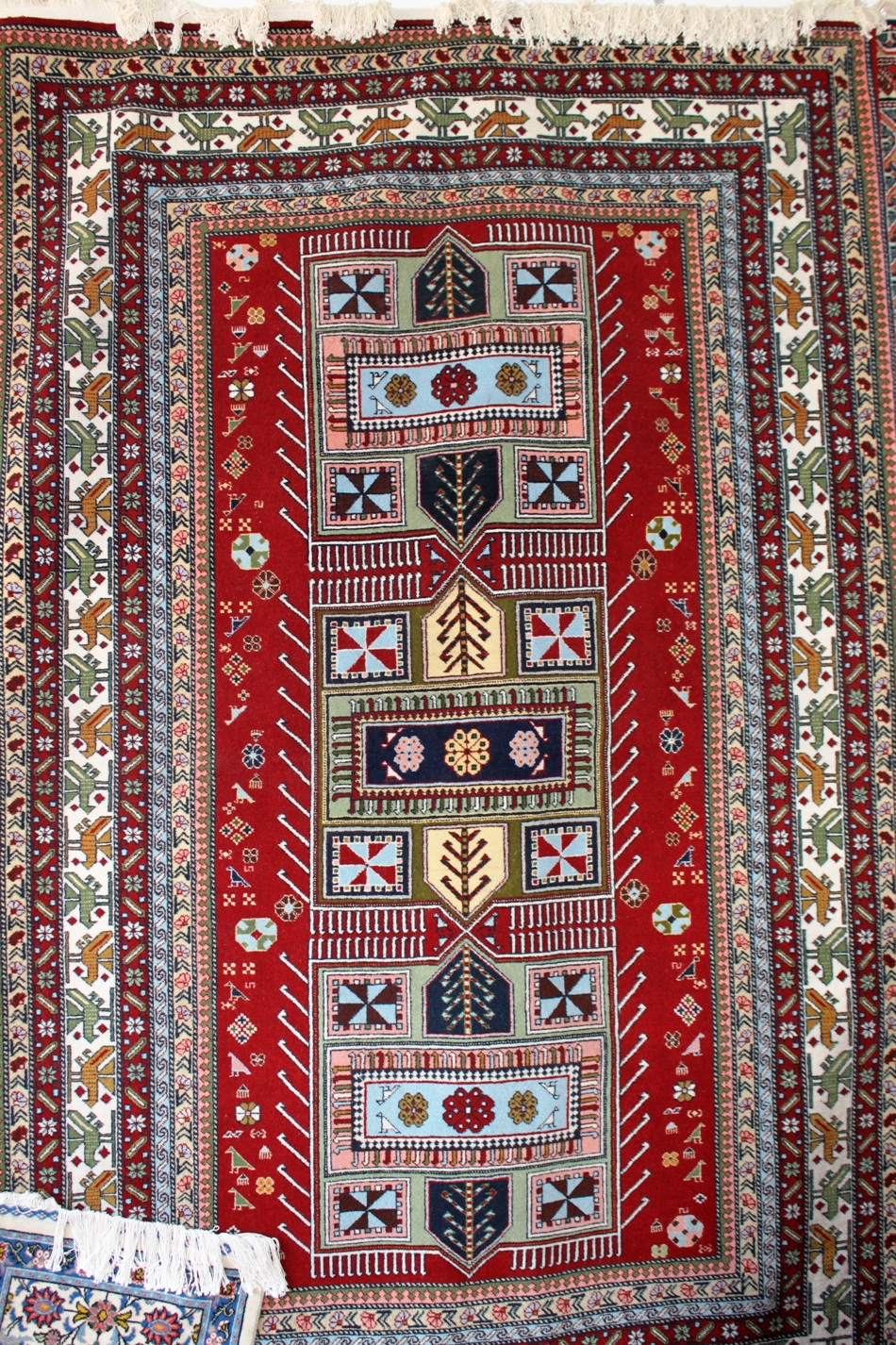
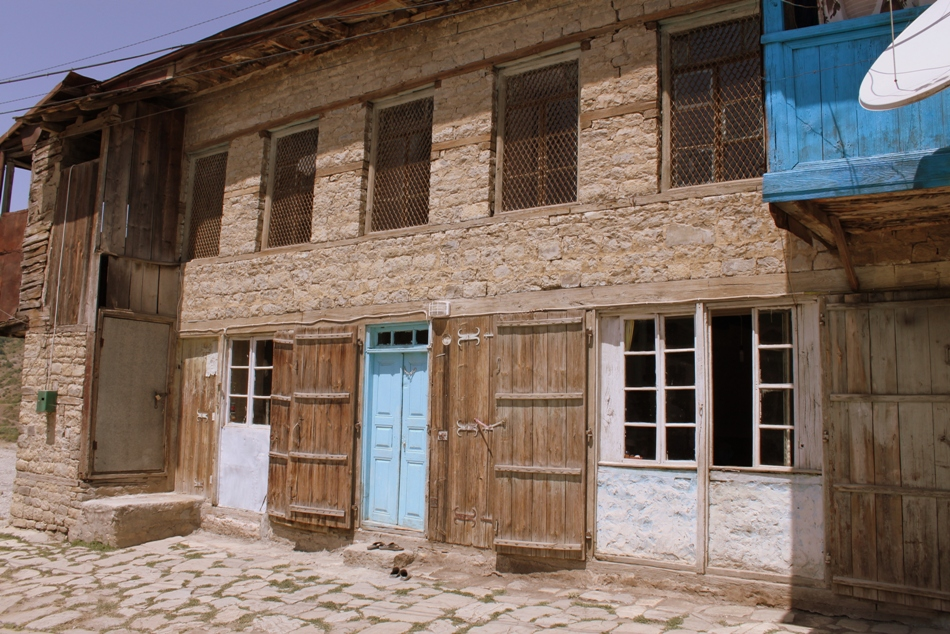
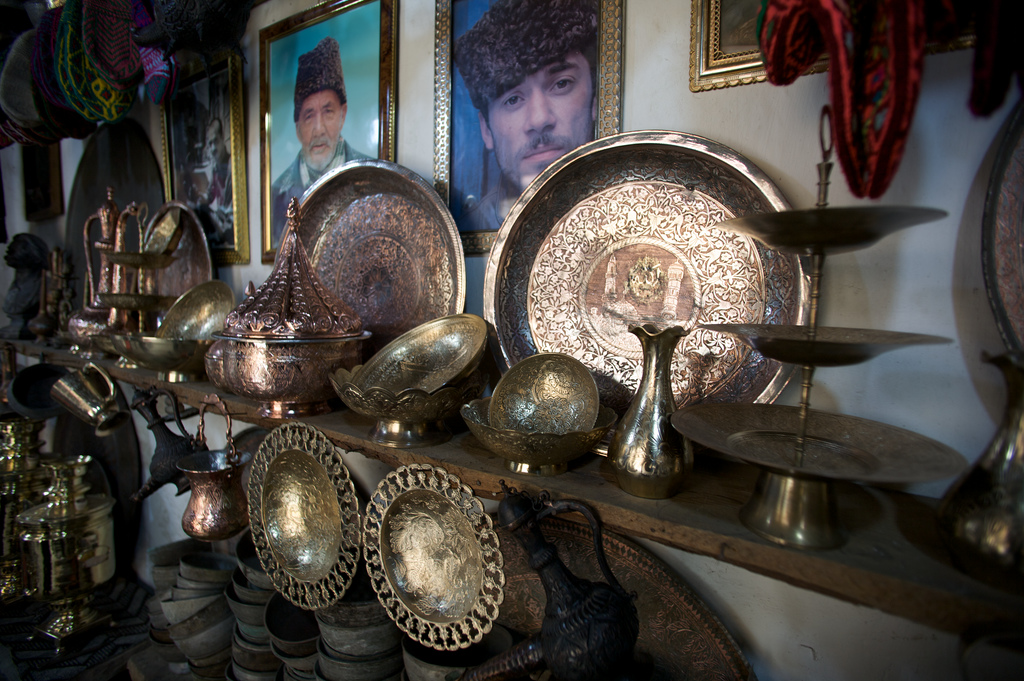
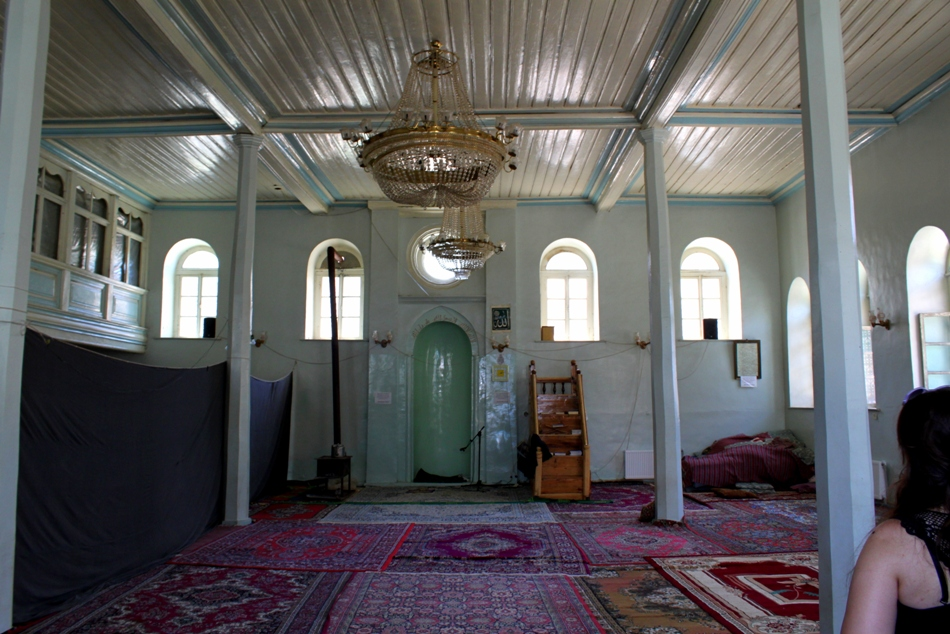
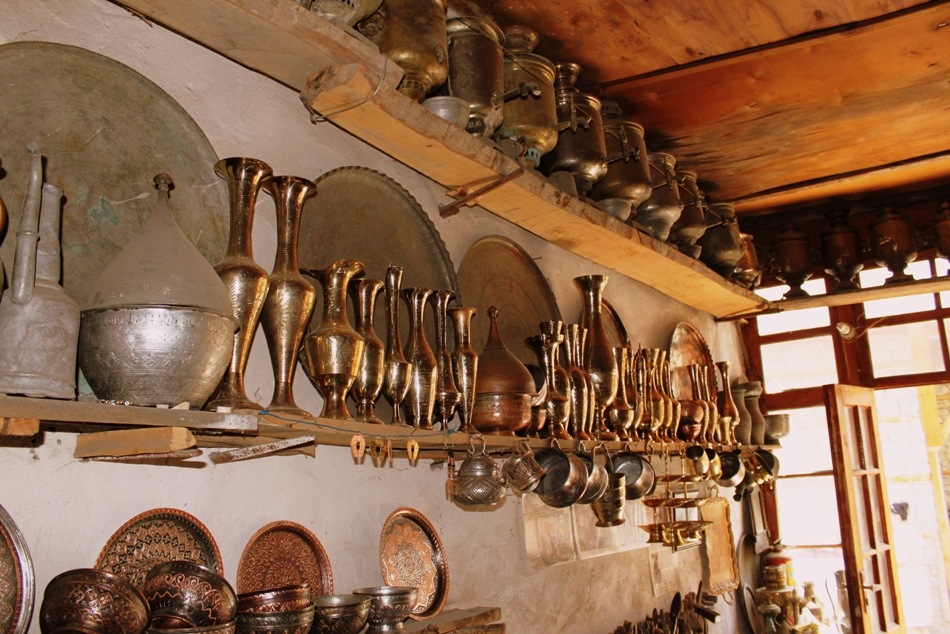
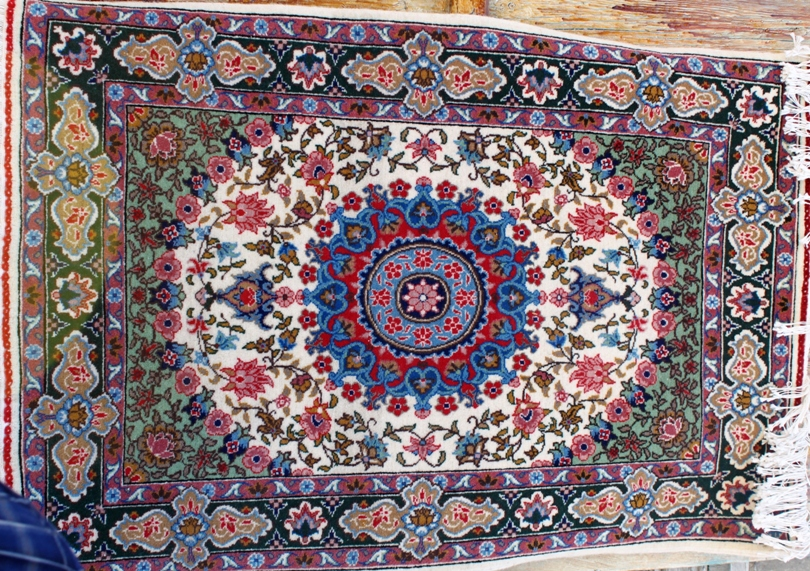

## نام‌آوران
علی بایرامف، یکی از انقلابیون آذربایجانی و از رهبران حزب مسلمان سوسیال دموکرات
مناف سلیمانف، پژوهشگر و نویسنده آذربایجانی